# عين البنيان
عين البنيان هي مدينة جزائرية تابعة لولاية الجزائر هي بلدية تابعة لدائرة الشراقة وهي تقع غرب العاصمة الجزائرية وتبعد عنها ب 16 كم

## التضاريس
تتوزع أراضي الجماعة على تلة عين بنيان بانحدار طفيف يتراوح بين 0% إلى 10%، وهو ما يشكل 80% من إجمالي مساحة الجماعة.
يمثل وادي بني مسوس الحد الجنوبي للبلدية. [بحاجة لمصدر]

## السكان
- في إحصاء 1966 ضمت 17،407ن
- في أحصاء 1977 ضمت 26،432ن
- في أحصاء 1987 ضمت 35،775ن
- في أحصاء 1998 ضمت 51,765ن
- عدد السكان في البلدية سنة 2006 70,803ن
- الرمز البريدي 16018
- توأمة مع بلدية جيفور الفرنسية

## الشواطئ
تحتضن هذه البلدية العديد من الشواطئ البحرية:
- شاطئ الصخرة الكبيرة
- شاطئ البحر الأبيض المتوسط
- شاطئ الشباب
- شاطئ كازينو
- شاطئ الجزر الصغيرة
- شاطئ المنبع
- شاطئ البهجة

## أعلام
- دحمان الحراشي
- روبرت بويغيس

## مواضيع ذات صلة
- تاريخ ولاية الجزائر
- بلديات ولاية الجزائر
- دوائر ولاية الجزائر